# Type 96
Tip 96 ali ZTZ-96 je glavni bojni tank Kopenskih sil Ljudske osvobodilne vojske.